# オリヒメ
オリヒメは、後藤沙緒里の3枚目のミニアルバムである。2006年8月23日、KONAMIより発売された。

## 収録曲
1. DAY BY DAY
  - 作詞：きさらぎそら、作曲：酒井ミキオ、編曲：山崎淳
2. Donkeyでいこう！
  - 作詞：きさらぎそら、作曲・編曲：酒井ミキオ
3. 逢いたくて
  - 作詞：きさらぎそら、作曲・編曲：前澤ヒデノリ
4. 夜を越えたら
  - 作詞：きさらぎそら、作曲・編曲：酒井ミキオ
5. おいで。
  - 作詞：後藤沙緒里、作曲・編曲：前澤ヒデノリ
6. オヤシロのムスメ -saorin ver.-
  - 作詞：きさらぎそら、作曲：酒井ミキオ、編曲：山崎淳
7. Shooting Star〜願いをこめて〜 -album mix-
  - 作詞：まついえつこ、作曲：高木洋、編曲：高木洋
  - OVA『スカイガールズ』エンディングテーマ